# 익산 심곡사 목조삼존불좌상
익산 심곡사 목조삼존불좌상(益山 深谷寺 木造三尊佛坐像)은 대한민국 전북특별자치도 익산시 심곡사에 있는 조선시대의 불상이다. 2000년 3월 31일 전라북도의 문화재자료 제152호로 지정되었다.

## 개요
이 삼존불상은 관음보살과 지장보살이 좌우에서 아미타여래를 모시고 앉아있는 모습으로, 나무로 만든 것이다. 중앙의 아미타여래상은 고개를 약간 숙인 채 결가부좌를 하고 있는데, 사각형에 가까우면서도 평평한 얼굴, 가늘게 뜬 눈, 큰 귀 등이 돋보이며, 법의는 두 어깨를 모두 가린 통견을 하고 있다. 오른쪽 지장보살상은 머리 형태와 옷모양새를 제외하고는 아미타여래상과 비슷한 모습을 하고 있다. 왼쪽의 관음보살상은 불꽃 모양의 구슬과 꽃, 새 등으로 화려하게 장식한 금속제 관을 쓴 모습이 인상적이다. 이 삼존 불상은 모두 대형 목불로서, 조선후기 불상의 특징을 잘 보여주는 작품이다.

## 같이 보기
- 심곡사

## 참고 자료
- 심곡사목조삼존불좌상 - 국가유산청 국가유산포털